# Leptotyphlops scutifrons
Leptotyphlops scutifrons — вид змій родини струнких сліпунів (Leptotyphlopidae). Мешкає в Південній Африці.

## Поширення і екологія
Leptotyphlops scutifrons мешкають в Анголі, Намібії, Ботсвані, Зімбабве, Південно-Африканській Республіці, Есватіні і західному Лесото. Вони живуть у вологих і сухих саванах, на луках і в прибережних чагарниках.